# Kim Woo-bin
Kim Woo-bin (* 16. Juli 1989 in Seoul) ist ein südkoreanischer Schauspieler.

## Leben
Er begann seine Karriere als Model und gab sein Schauspieldebüt in der Fernsehserie White Christmas (2011). Insbesondere seine Rolle in dem Drama The Heirs – Highschool der Superreichen (2013) als Gegenspieler von Lee Min-ho machte ihn bekannt.
Woo-Bin ist das erste ostasiatische Model für Calvin Klein Watches + Jewelry.
Seit Juli 2015 führt Woo-Bin eine Beziehung mit der Schauspielerin Shin Min-ah. Am 24. Mai 2017 wurde bei ihm Nasenrachenkrebs diagnostiziert.

## Filmografie

### Filme
- 2012: Runway Cop (차형사 Cha-hyeongsa, Cameoauftritt)
- 2013: Friend: The Great Legacy (친구 2 Chingu 2)
- 2014: The Con Artists (기술자들 Gisuljadeul)
- 2015: Twenty (스물 Seumul)
- 2022: Alienoid
- 2024: Officer Black Belt (무도실무관)
- 2024:

### Fernsehserien
- 2 11: Wh( (외계+인 )부)ite Christmas (화이트 크리스마스, KBS2)
- 2011: Drama Special „Cupid Factory“ (큐피드 팩토리, KBS2)
- 2011: Vampire Idol (뱀파이어 아이돌, MBN)
- 2012: A Gentleman’s Dignity (신사의 품격 Sinsa-ui Pumgyeok, SBS)
- 2012: To the Beautiful You (아름다운 그대에게 Areumdaun Geudae-ege, SBS)
- 2012–2013: School 2013 (학교 2013 Hakgyo 2013, KBS2)
- 2013: The Heirs – Highschool der Superreichen (왕관을 쓰려는 자, 그 무게를 견뎌라 - 상속자들, SBS)
- 2016: Uncontrollably Fond (함부로 애틋하게)
- 2022: Our Blues (우리들의 블루스 Netflix)
- 2023: Black Knight (택배기사 Taekbaegisa, Netflix)